# Vera Bommer
Vera Bommer (* 26. Oktober 1982 in Zug) ist eine Schweizer Schauspielerin und Sprecherin.

## Leben
Vera Bommer wuchs im Tessin auf, deshalb spricht sie ausser deutsch auch fliessend italienisch. Von 2005 bis 2007 absolvierte sie ihre Schauspielausbildung an der Zürcher Hochschule der Künste. Ihr erstes Engagement danach führte sie ans Kinder- und Jugendtheater des Nationaltheaters Mannheim, wo sie bis 2008 blieb. Danach war sie am Stadttheater Solothurn tätig. Von 2010 bis 2013 war sie festes Mitglied des Ensembles der Theaters Kanton Zürich, seither als Gastdarstellerin. Daneben ist sie seit 2009 als Sprecherin an der Blindenbibliothek SBS in Zürich angestellt, wo sie Hörbuchaufnahmen spricht.
Ihren ersten Auftritt in einem Kinofilm hatte sie bereits im Jahr 2006 in Das Fräulein unter der Regie von Andrea Štaka. In einer Fernsehserie war sie erstmals in einer Folge in Der Bestatter im Jahr 2014 zu sehen. Im Jahr 2017 wurde sie für die Hauptrolle in der Comedyserie Seitentriebe von Güzin Kar ausgewählt.
Von 2015 bis 2018 gehörte Bommer zum Ensemble des Schauspielhaus Graz. Seit 2018 lebt sie als freischaffende Schauspielerin zusammen mit ihrem Partner in Zürich.

## Filmografie
- 2006: Das Fräulein
- 2008: Der Freund
- 2009: Hinter diesen Bergen
- 2010: Nachtexpress
- 2014: Der Bestatter (Fernsehserie, Folge Todesspender)
- 2018–2019: Seitentriebe (Fernsehserie, durchgehende Serienrolle)
- 2021: Tulpani (Kurzfilm)
- 2022: Die Beschatter (Fernsehserie)

## Theater (Auswahl)
- 2008: Die Odyssee
- 2009: Lieblingsmenschen
- 2010: Don Juan oder Die Liebe zur Geometrie
- 2011: Der Richter und sein Henker
- 2012: Kabale und Liebe
- 2013: Die Möwe
- 2014: Was ihr wollt
- 2015: Romeo und Julia
- 2016: Buddenbrooks
- 2017: Cyrano de Bergerac[5]
- 2018/2019: Tartuffe
- 2021/2022: Ein Sommernachtstraum
- 2022/2023: Gott